# Delta fascie
Delta fascie er en fibrøs membran der dækker deltoideus på skulderen.
| Anatomi | Spire Denne artikel om anatomi er en spire som bør udbygges. Du er velkommen til at hjælpe Wikipedia ved at udvide den. |